# Kommissar Dupin: Bretonische Brandung
Kommissar Dupin – Bretonische Brandung ist ein deutscher Spielfilm aus dem Jahr 2014. Der Kriminalfilm basiert auf dem Roman Bretonische Brandung – Ein Fall für Kommissar Dupin von Jean-Luc Bannalec. Er ist der zweite von inzwischen zwölf Bänden der Krimireihe um Kommissar Dupin, die bereits für das Fernsehen verfilmt wurden. Am 27. November 2014 wurde der Film im Fernsehen (ARD) ausgestrahlt.

## Handlung
Der Film hält sich im Wesentlichen an die Roman-Handlung. Zu Beginn des Films überredet Kommissar Dupin seine Ex-Freundin Claire aus Paris zu einem dreitägigen Urlaub in der Bretagne, in dem er sich nur Zeit für sie nehmen und sie zurückgewinnen will. Zum selben Zeitpunkt entdeckt ein Kajak-Fahrer drei Leichen am Strand einer unbewohnten Insel zehn Seemeilen vor Concarneau.
Dupin will den Fall so schnell wie möglich lösen und fährt zusammen mit den Inspektoren Riwal und Kadeg zur Insel. Laut der Spurensicherung sind die drei in der Nacht zuvor angeschwemmt worden. Am Vorabend hatte es einen Sturm gegeben.
Die einzig bewohnte Insel des Archipels ist die Nachbarinsel St. Nicolas mit einer Segelschule und dem Restaurant Les quatre Vents. Auf der Insel leben nur wenige Menschen dauerhaft. Unter anderem die Restaurantchefin Solenn Nuz, die bei einer ersten Befragung durch Dupin zuerst bereitwillig Auskunft gibt, sich dann aber bewegt in die Küche zurückzieht. Die Geschwister Muriel und Lucas Lefort leiten die Segelschule, in der auch Maela Menez arbeitet. Im Restaurant trifft Dupin zudem den Arzt im Ruhestand le Menn, der im Sommer in einem Haus auf der Südspitze der Insel lebt, den Meeresbiologen Marc Leussot und Pascal Nuz, den Schwiegervater der Restaurantchefin.
Der Polizeihubschrauber findet ein verlassenes Segelboot zehn Seemeilen vor der Küste. Dupin trifft Muriel, die gleich ahnt, dass etwas mit ihrem Bruder nicht stimmt, da er zwei Unterrichtsstunden verpasst hat und nicht an sein Handy geht. Auf einem Handyfoto erkennt Dupin, dass ihr Bruder Lucas einer der Toten ist. In der Pathologie identifiziert Muriel auch die anderen Opfer: Yannig Konan, ein Bekannter ihres Bruders, und Grégoire Pajot, ein Geschäftsfreund und der Besitzer des Boots. Die drei haben zusammen am Vorabend im Quatre Vents gegessen und reichlich Wein getrunken. Daher haben sie zwischen 1,3 und 1,7 Promille Alkohol im Blut. Alles sieht nach einem Unfall aus Leichtsinn aus.
In der Blutuntersuchung kommt allerdings zudem heraus, dass alle drei Benzodiazepine (starke Betäubungsmittel) im Blut haben. Es scheint sich also doch um Mord zu handeln. Der Präfekt Locmariaquer, Dupins Vorgesetzter, ruft ihn an: Konan sei ein Freund von ihm und eine Stütze der Gesellschaft gewesen; Dupin solle den Fall schnellstmöglich klären.
Dupin fährt wieder zur Insel und trifft Maela sowie Muriel. Auf die Nachricht, dass es kein Unfall, sondern Mord war, läuft Maela weg. Im Restaurant teilt Dupin der Wirtin mit, dass den Opfern am Vorabend Betäubungsmittel verabreicht wurden. Sie erinnert sich, dass alle verschiedene Essen, aber denselben Rotwein hatten. Leussot mischt sich ein: Lucas sei ein Arschloch gewesen, auch die Wirtin habe ihn gehasst. Leussot geht mit Dupin raus und erklärt, dass Lucas auf der Insel ein Hotel und Bungalows bauen wollte, obwohl die Insel ein Naturschutzgebiet sei. Leussot ist also erleichtert über den Tod von Lucas.
Auf dem Boot finden Polizisten eine professionelle Sonarausrüstung und Unterwasserkarten. Es heißt, dass Pajot auf der Suche nach einem sagenhaften gesunkenen Boot mit einem Goldschatz war. Mit der Zeit stellt sich heraus, dass alle drei Opfer am Hotelbauprojekt beteiligt waren. Dupin lässt eine komplette Liste der Restaurant-Anwesenden am Vortag erstellen. Auch Maela und Muriel sollen kurz dagewesen sein. Muriel leugnet das zuerst, schließlich fällt ihr ein, dass sie nur kurz Zigaretten kaufen war. Maela sagt aus, dass Lucas am Vorabend gut drauf gewesen sei.
Konan war ein Bauunternehmer, der bereits wegen Steuerhinterziehung unter Verdacht stand. Das Verfahren wurde aber eingestellt. Auch Pajot war ein reicher Bauunternehmer. Lucas war professioneller Segler und hatte 2001 eine Segelregatta gewonnen.
Dupin erhält einen anonymen Anruf: Er soll die Verbindungen zwischen Konan und dem Marine-Institut prüfen. Dupin begibt sich dorthin. Der Chef Le Berre-Ryckeboerec unterhält geschäftliche Beziehungen zu Bauunternehmer Konan und verweigert jede Zusammenarbeit. Dupin trifft am Institut auch den Meeresbiologen Leussot, der Unterlagen mitnehmen will. Bevor Dupin die Unterlagen sehen kann, wirft Le Berre-Ryckeboerec ihn hinaus. Kadeg beschafft einen Durchsuchungsbefehl, dank dem die Polizei ein Gutachten zu den ökologischen Auswirkungen eines Bauprojekts auf St. Nicolas findet. Le Berre-Ryckeboerec hatte keine Einwände. Schnell zeigt sich, dass er 50.000 Euro von Konan erhalten hat, die angeblich nur Beratungshonorar waren.
Riwal fährt in das Katasteramt, um herauszufinden, wem welche Grundstücke auf der Insel gehören. Das Katasteramt arbeitet noch komplett analog, er findet aber etwas und nimmt heimlich eine Akte mit.
Nolwenn muss währenddessen Claire empfangen. Sie gehen zusammen essen und haben einen sehr fröhlichen Abend zusammen.
Dupin will le Menn befragen, dieser ist aber nicht da. In seinem Büro findet Dupin die Patientenakte von Solenn mit einer Benzodiazepine-Verschreibung. Sie gibt zu, bis vor vier Jahren in der schweren Zeit nach dem Tod ihres Mannes Jacque starke Schlafmittel verschrieben bekommen zu haben.
Währenddessen meldet ein Tourist, dass er Schüsse auf dem Meer gehört habe. Dupin trifft Leussot und fährt mit ihm aufs Meer. Dupin vermutet, dass Leussot Le Berre-Ryckeboerec erpresst, weil er beweisen kann, dass dessen Umweltgutachten manipuliert ist, weil Le Berre-Ryckeboerec von Konan bestochen wurde.
Es hatte schon vor zehn Jahren den Versuch gegeben, einen Hotelkomplex auf der Insel zu errichten. Neben den drei Toten war auch Solenn beteiligt. Leussot wollte die Hotelanlage vermeiden, um die Umwelt zu schützen.
Dupin und Leussot finden einen Toten im Wasser: Le Menn, der anscheinend ertrunken ist. Wegen eines aufziehenden Sturmes kommt Dupin nicht zurück aufs Festland, um seine Exfreundin zu treffen. So isst Nolwenn erneut mit Claire. Diese erzählt, warum Dupin von Paris in die Bretagne versetzt wurde – was der Zuschauer aber nicht hören kann, da in dem Moment ein Motorrad vorbeifährt.
Dupin versammelt alle Inselbewohner im Restaurant und teilt ihnen mit, dass le Menns Boot mit Einschusslöchern gefunden wurde. Er wurde wohl gezwungen, ins Wasser zu springen. Die Einschusslöcher stammen von einer FP-45 Liberator, einer Waffe der Résistance aus dem Zweiten Weltkrieg. Dupin fragt die Alibis zum Zeitpunkt der Schüsse um 15:35 Uhr ab. Dupin selbst war bei der Wirtin. Ihr Schwiegervater hat nach eigener Aussage über dem Restaurant geschlafen. Leussot gibt an, im Hafen in seinem Boot gewesen zu sein. Maela sei auf dem Meer gewesen und ist wegen des Sturms zur Sicherung zurückgekommen. Muriel sagt, sie sei im Haus gewesen.
Der Wirtin und ihrem Mann gehörten vor zehn Jahren große Teile der Insel. Sie wollten aber nicht mehr verkaufen, als klar wurde, dass das Hotelprojekt eine Bettenburg werden soll. Das Verhältnis zu Lucas war deswegen angespannt. Er wollte ihr immer wieder die Grundstücke abkaufen. Während der Verhandlungen vor zehn Jahren ist Solenns Mann Jacque in einem Sturm ertrunken. Vor vier Jahren musste sie alle Grundstücke außer dem, auf dem das Restaurant liegt, verkaufen, weil das Geld knapp wurde. Käufer war das Institut mit dem Versprechen, dass Le Berre-Ryckboerec das Naturschutzgebiet erhält.
Dupin findet heraus, dass die Zigarettenmarke von Muriel nicht im Restaurant verkauft wird. Damit ist klar, dass sie im Restaurant keine Zigaretten holen wollte. Dupin vermutet, dass sie sehen wollte, was Maela und Muriels Bruder dort taten. Es müsse wehgetan haben, die beiden zusammen zu sehen. Es stellt sich heraus, dass Maela und Muriel zwei Jahre lang ein Paar waren, bis Lucas auf die Insel kam. Maela wurde schwanger von Lucas. Dieser wollte mit dem Kind nichts zu tun haben. Le Menn nahm die Abtreibung vor.
Am nächsten Morgen hat der Sturm sich gelegt. Kadeg und Riwal kommen auf die Insel. Riwal hat im Bauamt herausgefunden, dass Le Berre-Ryckboerec privat, nicht für das Institut, drei Grundstücke auf der Insel gekauft und sofort mit beträchtlichem Gewinn an Lucas weiterverkauft hat. Solenn war eine Woche zuvor ebenfalls auf dem Bauamt, um den Bauantrag für eine kleine Terrasse zu stellen. Dupin errät die Kombination für Lucas’ Safe: 2001, das Jahr seines Regattasieges. Im Safe findet er den abgelehnten Bauantrag von 2004 mit verschiedenen Unterschriften.
Dupin verhaftet die Wirtin. Vor zehn Jahren wurde ihr Mann in der Nacht, bevor der Antrag eingereicht werden sollte, von den drei aktuellen Opfern in seinem Boot abgefangen. Er sollte unterschreiben, es gab ein Handgemenge, er ging über Bord. Sie ließen ihn ertrinken. Die drei reichten den Antrag ein, der Bürgermeister hat ihn abgelehnt. Das alles hat Solenn zufällig auf dem Bauamt in der Kopie des Bauantrags gesehen und war enttäuscht, dass auch ihr Mann unterschrieben hat. Sie stellte daraufhin Lucas zur Rede, der alles unumwunden zugab. Nach jahrelanger psychiatrischer Behandlung würde ihr niemand mehr glauben.
Am Abend vor dem Mord waren die drei Männer zwar betrunken, wollten aber noch rausfahren. Maela wollte sie zurückhalten. Solenn hat ihnen die Betäubungsmittel in den Wein getan, was le Menn gesehen hatte. Der Arzt war auch an dem Abend vor zehn Jahren bei dem Mord dabei. Er war auf Schatzsuche und hatte alles gesehen. Er wollte Jacque noch retten. Lucas hat ihm aber gedroht, die Abtreibungen und die illegalen Verschreibungen zu verraten. Daraufhin ist le Menn weggefahren.
Am Ende kommt Pascal mit der FP-45 Liberator an den Strand. Er war der telefonische Tippgeber, um Dupin abzulenken. Er gibt zu, den Doktor ermordet zu haben, an der Stelle, wo sein Sohn gestorben ist. Die Waffe stammt von Pascals Vater, der in der Résistance war.
Um seine Schwiegertochter zu schützen, übernimmt Pascal die Verantwortung für alle vier Morde. Nach kurzem Zögern geht Dupin darauf ein. Er erklärt in einem Anruf beim Präfekten, dass Pascal vierfacher Mörder ist. Le Berre-Ryckboerec muss sich wegen der Schmiergelder von Konan verantworten. Konan ist damit plötzlich nicht mehr der Freund des Präfekten.
Zum Schluss sieht man Claire, die bereits auf dem Rückweg nach Paris ist. Maela verlässt die Insel, um ebenfalls nach Paris zu gehen. Muriel rennt verzweifelt über den Strand.

## Produktionshintergrund

### Entstehung
„Bretonische Brandung“ ist eine Produktion der filmpool fiction GmbH (Produzenten: Iris Kiefer, Mathias Lösel) im Auftrag der ARD Degeto für Das Erste. Als Regisseur wurde Matthias Tiefenbacher verpflichtet. Das Drehbuch schrieb Gernot Gricksch. Die Redaktion lag bei Katja Kirchen (ARD Degeto).

### Dreharbeiten
Die Dreharbeiten fanden ab dem 6. Mai 2014 an Originalschauplätzen in der Bretagne statt. Unter anderem auf den Glénan-Inseln.

## Rezeption
Rainer Tittelbach bemängelt an dem Film, dass es den Personen im Vergleich zum ersten Dupin-Film an Tiefe mangelt. Auch, weil es zu viele sind. Auch der Strang mit Dupins Exfreundin wirke wie ein Fremdkörper. Als attraktiv werden die Rollen der Kollegen von Dupin und die Bildgestaltung empfunden. TV Spielfilm fand hübsche Landschaften und skurrile Figuren – den Film insgesamt aber routiniert und eher friesisch als französisch.